# Lithodes
Lithodes is een geslacht van kreeftachtigen uit de klasse van de Malacostraca (hogere kreeftachtigen).

## Soorten
- Lithodes aequispinus Benedict, 1895
- Lithodes aotearoa Ahyong, 2010
- Lithodes australiensis Ahyong, 2010
- Lithodes ceramensis Takeda & Nagai, 2004
- Lithodes chaddertoni Ahyong, 2010
- Lithodes confundens Macpherson, 1988
- Lithodes couesi Benedict, 1895
- Lithodes ferox Filhol, 1885
- Lithodes formosae Ahyong & Chan, 2010
- Lithodes galapagensis Hall & Thatje, 2009
- Lithodes jessica Ahyong, 2010
- Lithodes longispina Sakai, 1971
- Lithodes macquariae Ahyong, 2010
- Lithodes maja (Linnaeus, 1758)
- Lithodes mamillifer Macpherson, 1988
- Lithodes manningi Macpherson, 1988
- Lithodes megacantha Macpherson, 1991
- Lithodes murrayi Henderson, 1888
- Lithodes nintokuae Sakai, 1976
- Lithodes panamensis Faxon, 1893
- Lithodes paulayi Macpherson & Chan, 2008
- Lithodes rachelae Ahyong, 2010
- Lithodes richeri Macpherson, 1990
- Lithodes robertsoni Ahyong, 2010
- Lithodes santolla (Molina, 1782)
- Lithodes turkayi Macpherson, 1988
- Lithodes turritus Ortmann, 1892
- Lithodes unicornis Macpherson, 1984
- Lithodes wiracocha Haig, 1974